# Kiviuq (vệ tinh)
Kiviuq (/ˈkɪvi.ʌk/ KIV-ee-ukKIV-ee-uk hoặc /ˈkiːvi.oʊk/ KEE-vee-ohkKEE-vee-ohk) là một vệ tinh tự nhiên dị hình chuyển động nghịch hành của Sao Thổ. Nó được khám phá bởi Brett J. Gladman vào năm 2000, và được đặt ký hiệu tạm thời là S/2000 S 5. Nó được đặt tên theo Kiviuq, một anh hùng trong thần thoại Inuit.
Kiviuq có đường kính khoảng 16 kilomet, và quay quanh Sao Thổ với khoảng cách trung bình là 11,1 triệu kilomet trong 450 ngày. Nó là thành viên của nhóm Inuit, một nhóm gồm các vệ tinh tự nhiên dị hình. Nó có màu đỏ nhạt, và quang phổ hồng ngoại của vệ tinh Kiviuq thì rất giống với của các vệ tinh cũng thuộc nhóm Inuit là vệ tinh Siarnaq và vệ tinh Paaliaq, điều này góp phần hỗ trợ cho giả thiết về một khả năng có một nguồn gốc chung của các vệ tinh thuộc nhóm Inuit từ một vật thể lớn hơn bị vỡ vụn ra.
Kiviuq được tin là nằm trong cộng hưởng Kozai, theo chu kỳ sẽ giảm độ nghiêng quỹ đạo đồng thời tăng độ lệch tâm và ngược lại.

## Khám phá
Vào ngày 30 tháng 8 năm 2010, ISS camera của tàu vũ trụ Cassini–Huygens nhận dữ liệu đường cong ánh sáng từ một khoảng cách 9,3 triệu km. Với những dữ liệu này, chu kỳ tự quay của vệ tinh này được tính toán là 21 tiếng 49 phút.